# HER2

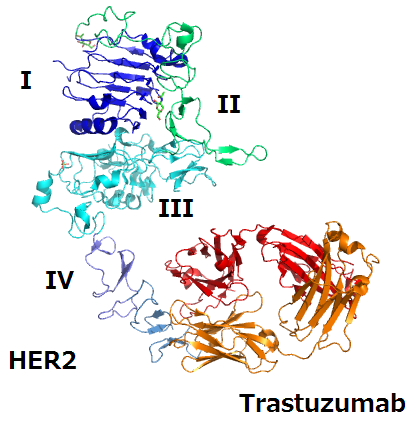
HER2の細胞外ドメインとトラスツズマブの複合体の構造。

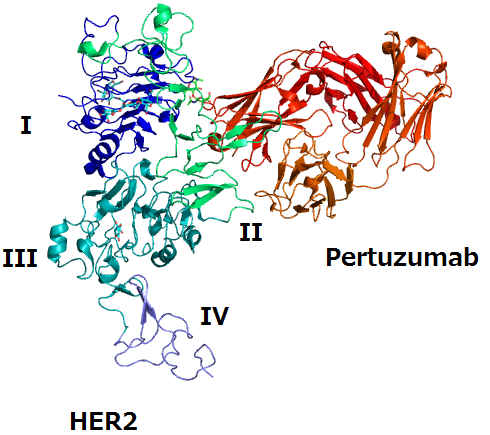
HER2の細胞外ドメインとペルツズマブの複合体の構造。トラスツズマブと異なり、第IIドメインに結合し、HER2の二量体化を防ぐ。

HER2（ハーツー）は、細胞表面に存在する約185 kDaの糖タンパクで、受容体型チロシンキナーゼである。上皮成長因子受容体 (EGFR、別名ERBB1) に類似した構造をもち、EGFR2、ERBB2、CD340、あるいはNEUとも呼ばれる。HER2タンパクをコードする遺伝子は HER2/neu、erbB-2 で17番染色体長腕に存在する。また、HER2 は、human epidermal growth factor receptor (HER/EGFR/ERBB) family(EGFRファミリー)に属するタンパク質である。
HER2タンパクは正常細胞において細胞の増殖、分化などの調節に関与しているが、何らかの理由でHER2遺伝子の増幅や遺伝子変異が起こると、細胞の増殖・分化の制御ができなくなり、細胞は悪性化する。HER2遺伝子はがん遺伝子でもあり、多くの種類のがんで遺伝子増幅がみられる。

## 発見の歴史
1985年、ヒトEGFRに類似した受容体型チロシンキナーゼがクローニングされ、ヒトEGFR関連物質2 human EGFR-related 2 の略よりHER2と名付けられた。このHER2をコードする遺伝子は、ラットの神経膠芽腫 neuroglioblastoma 細胞株から見つかったがん遺伝子 neu に一致しており、同一のものと考えられた。
また同時期、ヒト乳癌細胞や唾液腺腺癌で、トリ赤芽球症ウイルス avian erythroblastic leukemia virus のもつがん遺伝子 v-erbB に類似した遺伝子が増幅していることが発見された。ヒトEGFR遺伝子が v-erbBと配列類似性が高いことは知られていたが、この新たな遺伝子はEGFR遺伝子とは別個のものであり、ヒトEGFR遺伝子はc-erbB-1、この新たな遺伝子はc-erbB-2 と名付けられた。またこれは neu と同じものであることが確認された。1986年 c-erbB-2遺伝子産物がチロシンキナーゼ活性を持った185 kDaの糖タンパクであることが確認された。

## 機能
HER2は心臓や神経の発達や維持に関与し、その他の細胞でも細胞増殖、分化などの調節に関与している。HER2遺伝子を人為的に欠失させたマウスは、心臓や神経系の発達障害により胎生期に死亡する。また出生後に心筋のHER2遺伝子発現を人為的に低下させたマウスは拡張型心筋症を呈した。同様に腸管の神経のHER2遺伝子発現を人為的に低下させたマウスは、腸管の発育不良、腸管拡張をおこし、ヒトヒルシュスプルング病に類似した病態を呈した。
HER2タンパクは受容体型チロシンキナーゼである。同じEGFRファミリーに属するHER1, HER3, HER4 は細胞外領域にリガンドが結合することにより三次元構造が変化して他のHER family との二量体形成が可能となる。しかしHER2に結合する内因性リガンドは知られていない。ホモ二量体あるいは活性化したEGFR（HER1)やHER3、HER4と結合してヘテロ二量体を形成しシグナル伝達を行うと考えられている。このほかHER2 shedding (蛋白分解酵素によって細胞外ドメインECDが切断されること）によって残される細胞内領域と膜貫通領域からなる95kDの蛋白断片p95も増殖シグナル活性がある。HER2 shedding を引き起こす蛋白分解酵素は亜鉛含有メタロプロテアーゼと推定されている。

## 遺伝子
ヒトHER2をコードする遺伝子は、17番染色体長腕 (17q11.2-q12; 17q21.1) に存在する。

## 悪性腫瘍におけるHER2
HER2は正常細胞では、増殖、分化、移動、生存などの細胞機能調節に関与している。何らかの理由でHER2遺伝子に増幅や変異が起こると下流のシグナル伝達経路が活性化し、がん遺伝子として働く。唾液腺腺癌、胃癌、乳癌、卵巣癌等多くのがんでHER2の遺伝子増幅がみられる。
またHER2タンパクを過剰発現する乳癌・卵巣癌は予後不良である。ただし、これはHER2タンパクを標的とした治療を行う以前の話である。

## HER検査の評価法
HER2検査には、HERタンパク質の過剰発現を調べる免疫組織化学（IHC)法と、HER2遺伝子の増幅を調べる蛍光in situ hybridization （FISH)法がある。検査対象は原発巣あるいは転移巣のホルマリン固定・パラフィン包埋組織標本である。固定は10％中性緩衝ホルマリンで6時間以上48時間までが推奨される。

### IHC法によるHER2検査の判定スコア(2018 ASCO/CAPガイドライン）
| スコア | 所見                                             |
| ------ | ------------------------------------------------ |
| 0      | 細胞膜染色なし、または10％未満の癌細胞の膜に染色 |
| 1+     | 10％以上の癌細胞の膜に不完全な染色               |
| 2+     | 10％以上の癌細胞の膜に弱～中等度の完全な染色     |
| 3+     | 10％を超える癌細胞の膜に強度の完全な染色         |

### FISH法によるHER2検査の判定スコア(2007 ASCO/CAPガイドライン）
| 判定   | FISHの結果                  |
| ------ | --------------------------- |
| 陰性   | HER2/17cen(CEP17)比1.8未満  |
| 境界域 | HER2/17cen(CEP17)比1.8～2.2 |
| 陽性   | HER2/17cen(CEP17)比＞2.2    |

癌細胞の核を20個測定する。

### HER2蛋白および遺伝子の検査キット
| 検査法         | 標的 | 検査対象                     | キット名                                                                             | 製造元／販売会社                                                      |
| -------------- | ---- | ---------------------------- | ------------------------------------------------------------------------------------ | --------------------------------------------------------------------- |
| 免疫組織化学法 | 蛋白 | 癌組織                       | ダコHercep Test ヒストファインHer2キット ベンタナパスウェイHER2 協和ステインHER2/neu | ダコ・ジャパン ニチレイ ロッシュ・ダイアグノステイクス 協和メデイクス |
| FISH法         | DNA  | 癌組織                       | パスビジョンHER-2 DNA プローベキット ヒストラHER2 FISHキット                         | アボットジャパン 常光                                                 |
| CLEIA          | 蛋白 | 血液、乳頭分泌物、組織抽出液 | ケミルミADVIA Centaur CP                                                             | シーメンス                                                            |

CLEA: chemiluminescence enzyme immunoassay

## HER2を標的にした治療
HER2タンパクを標的とした分子標的治療薬に、モノクローナル抗体のトラスツズマブやペルツズマブ、抗体薬物複合体のT-DM1、低分子医薬品のラパチニブなどがある。

### トラスツズマブ
トラスツズマブ（ハーセプチン®）はHER2タンパクに結合するモノクローナル抗体である。主にHER2タンパクを発現する乳癌に対する治療薬として用いられる。なお、治験段階における乳癌患者や医師らの苦悩の末に、ハーセプチン®が乳癌治療薬としてFDAにより認可されるに至る、その険しい道のりを描いたノンフィクションに、映画『希望のちから』（原題：Living Proof）がある。

### ペルツズマブ
ペルツズマブは、トラスツズマブと同様HER2に結合する抗体であるが、トラスツズマブと異なる所に結合し、HER2の二量体化を防ぐ点が異なる。この薬剤は現在、臨床試験が進行中である。